# Admiraltejskaja
Admiraltejskaja (Russisch: Адмиралтейская) betekenis Admiraliteit is een station van de metro van Sint-Petersburg. Het bevindt zich aan de Froenzensko-Primorskaja-lijn (lijn 5) tussen station Sadovaja en Sportivnaja. Admiraltejskaja ligt in het historische deel van de stad, nabij beeldbepalende gebouwen zoals de Hermitage.
Het station werd op 28 december 2011 in gebruik genomen voor reizigers. Lijn 5 werd in 1997 al uitgebreid voorbij Admiraltejskaja. Vanwege een controverse rond de locatiekeuze van het ingangsgebouw begon de bouw met forse vertraging. Er heerste vrees voor verzakking van monumentale gebouwen. Er was tegenstand daar er een van de meest historische gebouwen (na het beleg van Sint-Petersburg tijdens de Tweede Wereldoorlog in 1941 was het eerste herbouwde pand) zou moeten worden gesloopt om plaats te maken voor de vestibule. Uiteindelijk is ervoor gekozen om het gebouw te slopen en herbouwen met de oorspronkelijke façade.
In de toekomst kan Admiraltejskaja als overstapstation dienen naar Nevsko-Vasileostrovskaja-lijn (lijn 3). De opening van het station aan lijn 3 (Admiraltejskaja 2) is echter niet de aankomende jaren te verwachten. Tot 2009 behoorde het het traject waaraan station Admiraltejskaja ligt tot lijn 4. Tussen deze lijn en lijn 3 bestaat een overstapmogelijkheid op station Plosjtsjad Aleksandra Nevskogo. Wanneer het overstapstation voltooid wordt, kan het de drukke stations Nevski prospekt en Gostinyj Dvor ontlasten. Admiraltejskaja ligt 86 meter onder de oppervlakte en is daarmee het diepste metrostation in Sint-Petersburg en Rusland.

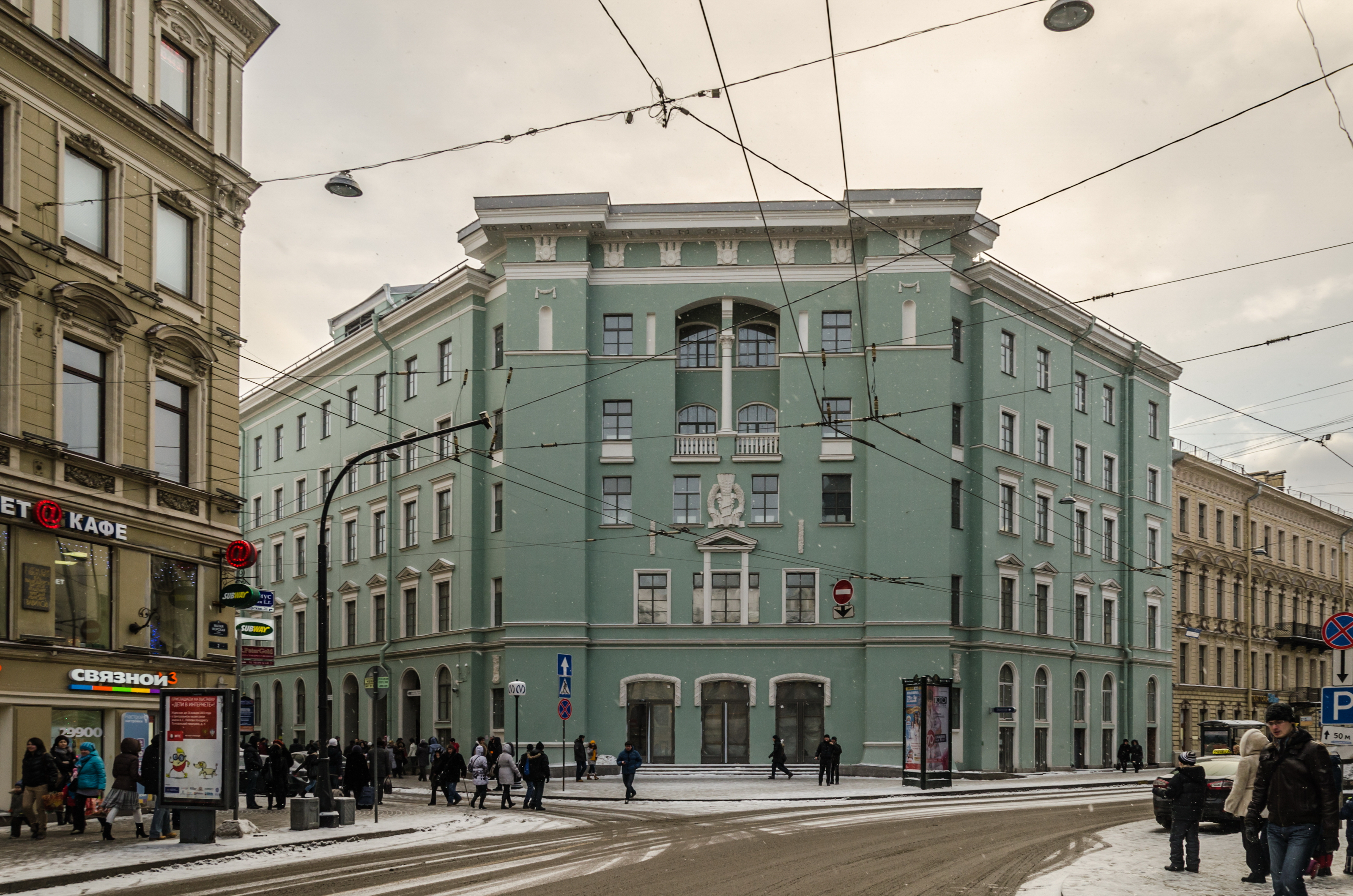
Het herbouwde gebouw boven de ingang van het station
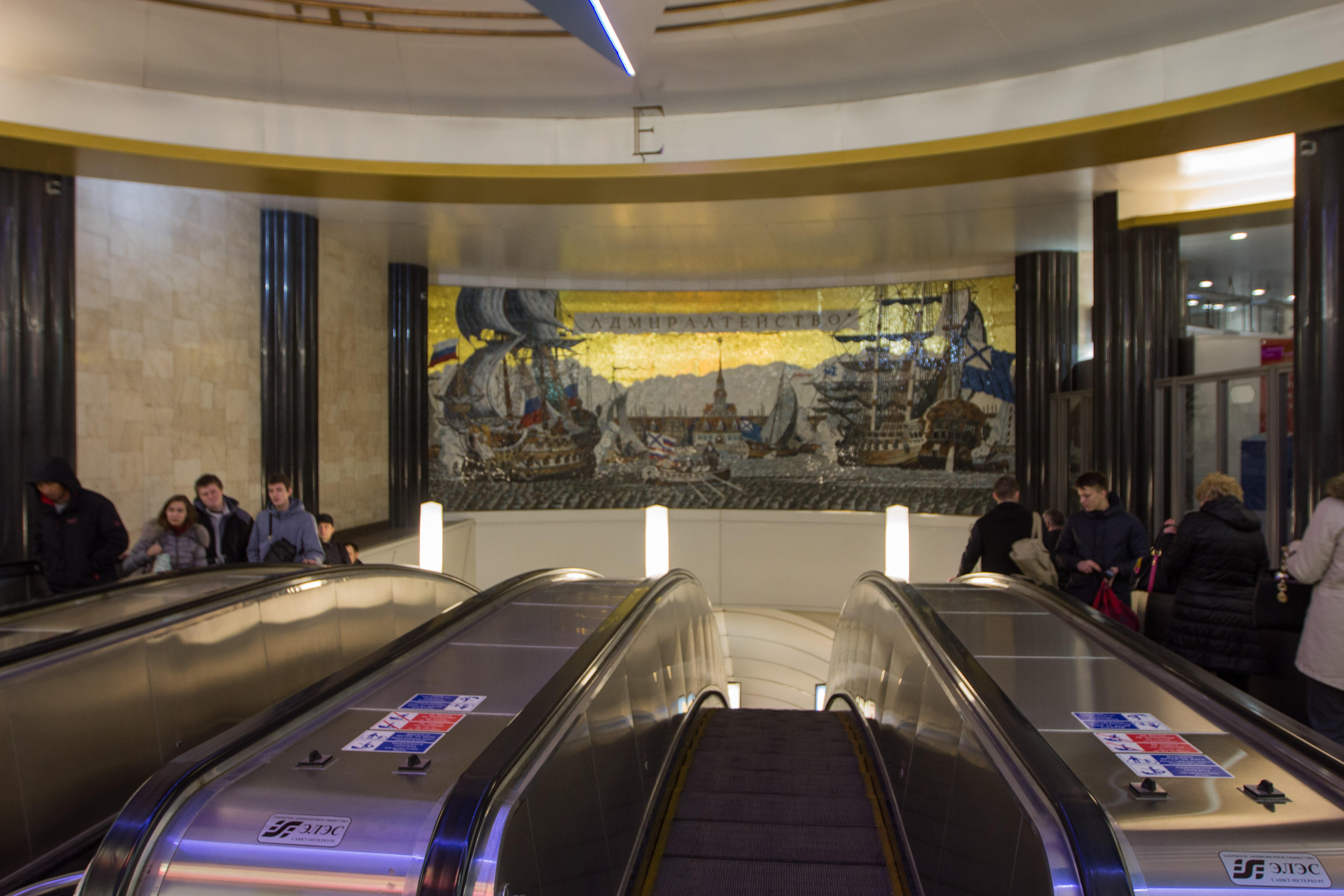
De Russische vloot bij Sint Petersburg boven de roltrap
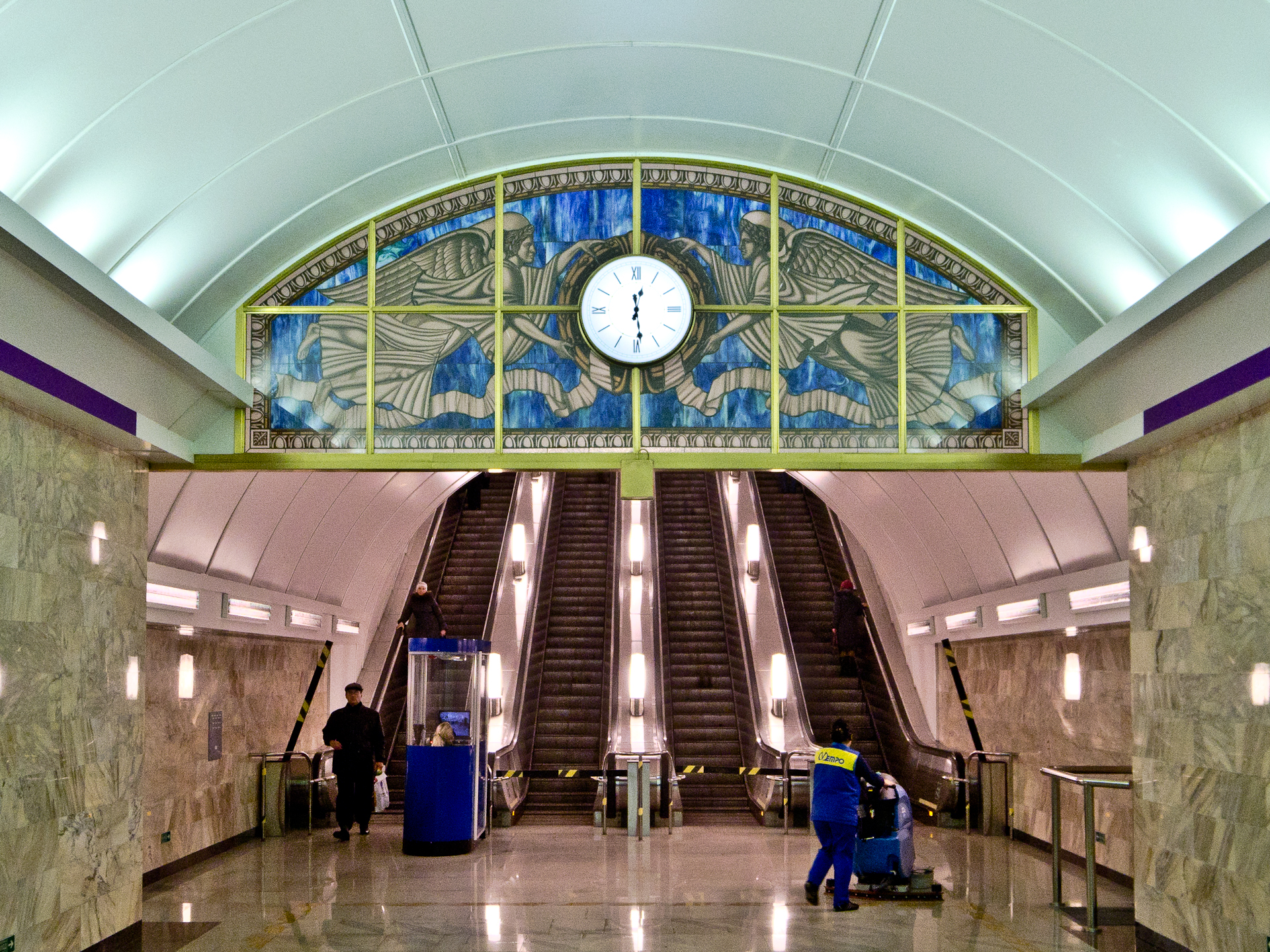
De roltrappen